# Ozaukee megye
Ozaukee megye az Amerikai Egyesült Államokban, azon belül Wisconsin államban található. Megyeszékhelye Port Washington, legnagyobb városa Mequon. Lakosainak száma 91 503 fő (2020. április 1.). Ozaukee megye Sheboygan, Oceana, Muskegon, Milwaukee, Waukesha és Washington megyékkel határos.

## Népesség
A megye népességének változása:
| Lakosok száma | 86 349 | 86 693 | 87 037 | 87 054 | 87 850 | 91 503 |
|               | 2010   | 2011   | 2012   | 2013   | 2015   | 2020   |